# Младороссы
Младоро́ссы — эмигрантское русское социал-монархическое движение 1920-х—1940-х годов.

## История
В 1923 году на Всеобщем съезде национально мыслящей русской молодёжи, прошедшем в Мюнхене, было решено образовать Союз «Молодая Россия». Всеобщем съезде национально мыслящей русской молодёжи под руководством С. М. Толстого-Милославского Его лидером стал А. Л. Казем-Бек. Позднее, в 1925 году, организация была переименована в Союз младороссов, а в 1934 году в Младоросскую партию.
Младороссы поддерживали великого князя Кирилла Владимировича как претендента на российский престол с титулом императора. Он, в свою очередь, послал в партийное руководство младороссов своего представителя — великого князя Дмитрия Павловича. В деятельности младороссов какое-то время принимал участие и Великий князь Андрей Владимирович. В основной массе эмиграция не поддерживала движение младороссов, которое открыто контактировало с советскими властями, чем пользовалось ГПУ.
Отделения Союза («очаги») были созданы в Париже, Нью-Йорке, Шанхае, Чехословакии, Греции и Болгарии.
К Союзу примыкали специальные объединения:
- Младоросский студенческий союз;
- Казачий центр младороссов;
- Молодёжный спортивный союз;
- Женский союз содействия младоросскому движению;
- Ассоциация русских ассирийцев.

Движение выпускало периодические издания «Бодрость!», «Младоросская искра», «К молодой России», «Казачий набат» и «Казачий путь».
Формой младороссов были синие рубашки. Приветствие сопровождалось вскидыванием правой руки и возгласом: «Глава, Глава!».
В период Второй мировой войны младороссы воевали на стороне Франции, участвовали в движении Сопротивления.
В 1942 году А. Л. Казем-Бек официально объявил о роспуске партии младороссов.

### Численность
Современными исследователями русского зарубежья их численность оценивается по разным данным от 2000 до 5000 членов, что является в любом случае очень большой цифрой для политически активной части эмиграции.

## Идеология
Идеология младоросов отличалась крайней противоречивостью и эклектичностью, сочетая в себе элементы монархизма, русского национализма, православного фундаментализма, корпоративизма, «евразийства», «сменовеховства», антикоммунизма, симпатии к итальянскому фашизму, национал-социализму и советскому строю, что привело к появлению главного лозунга «младороссов» — «Царь и Советы». (Что несколько роднит их с современной ныне исчезнувшей группировкой "Национал-большевизм", или "нацболы").
Группа младороссов порой пыталась заигрывать с нацистами, но не имела с ними продолжительных отношений. В сентябре 1933 г. Казем-Бек приехал в Берлин и подписал договор о дружбе с Бермондт-Аваловым (РОНД), но сколько-нибудь значительного сотрудничества не последовало.
В 1939 г. газета младороссов «Бодрость» писала, что раз Муссолини присоединился к Гитлеру и стал разделять его расистские убеждения, то он больше не фашист, поскольку фашизм и расизм не совместимы, а «последними фашистами» остаются только младороссы.
Движение пыталось синтезировать консерватизм и революционность. Оно предполагало возрождение традиционной русской государственности на новом уровне и новыми силами. По характеру движение младороссов было националистическим, при этом русскому национализму придавалось мессианское значение. Главной идеей младороссов была мировая «революция Духа», восторжествовавшая над господством материалистических ценностей.

### Государственное устройство России
Идеалом государственного устройства считалась идеократическая самодержавная монархия. Она должна быть с одной стороны надклассовой, а с другой «социальной». Образцами русского самодержца считались «царь-труженик» Пётр I и «царь-освободитель» Александр II.
Опорами социальной монархии должны быть:
- Партия орденского типа, которая своей целью ставит духовное воспитание нации, а не непосредственное управление государством. Монарх не должен принадлежать никакой партии, а премьер-министр, как второе лицо в государстве, должен был возглавлять правящую партию.
- Дебольшевизированные Советы, являющиеся непартийными органами самоуправления, которые взаимодействуют с местными и центральными представителями власти монарха. Младороссы видели преимущество Советского принципа перед парламентским, поскольку первый предполагал многоступенчатые выборы представителей.

В связи с этим младороссами была предложена формула: «Царь и Советы».
Будущая Российская империя («Союзная Российская империя») должна была стать централизованной федерацией национальных образований. Ведущая роль предполагалась «малой России», на которой проживают русские.

### Партия
Характерными чертами орденской партии, с точки зрения младороссов, являются:
- отсутствие тоталитаризма;
- идея духовного братства, объединяющего с одной стороны вождизм и жёсткую национальную дисциплину, а с другой — творческую свободу личности.

Союз младороссов считал себя второй советской партией, которая выйдет на политическую сцену СССР после свержения ВКП(б).

### Экономика
Младороссы поддерживали планово-рыночную экономику. Образцом были Советский Союз и Германия, восстановившие в короткий период своё народное хозяйство. При этом они предлагали сделать плановое регулирование более жёстким и действенным, чем у нацистов, и сохранить частную собственность, в отличие от коммунистов. Однако частный капитал должен быть под строгим контролем.
Управление экономикой сосредотачивается во Всеимперском совете народного хозяйства, а на местах в руководящих хозяйственных советах (в которые вошли бы представители от государства, рабочих, научно-технического персонала и частного капитала).

### Младороссы и русская революция
Младороссы, отрицательно относившиеся к пораженчеству, считали, что русский народ способен самостоятельно освободиться от интернациональных идей. Эту идею разделял великий князь Кирилл Владимирович. По мнению младороссов, революция породила «нового человека» — героического типа, способного на мужество и самопожертвование. Он склонен к патриотизму.
Младороссы верили, что русская нация способна переварить большевизм и преодолеть его изнутри. Главную роль в этом перерождении должны были играть «новые люди», которые покончат с материализмом, интернационализмом и эгалитаризмом, совершат национальную революцию.

## Известные представители
- А. Л. Казем-Бек
- С. Ю. Буш
- В. Д. Мержеевский
- Романовский-Красинский, Владимир Андреевич
- Оболенский, Сергей Сергеевич

## В кино
- Государственная граница. Восточный рубеж